# Andy Wallace (productor)
Andy Wallace (Nueva Jersey, 1947) es un productor musical e ingeniero de audio estadounidense ganador de premios Grammy. Su éxito comenzó gracias a su participación como productor en «Walk This Way» de Aerosmith y con la banda Run-DMC. Además ha trabajado con grupos de gran influencia como Ghost, Slayer, Bruce Springsteen, Sepultura, Nirvana, White Zombie, Jeff Buckley, Faith No More, Rush, Alice Cooper, Bad Religion, Rage Against the Machine, Linkin Park, Foo Fighters, Silverchair, At the Drive-In, Blind Melon, System of a Down, A Perfect Circle, Limp Bizkit, Paul McCartney, Avenged Sevenfold, Dream Theater, entre otros.
En 1999, Wallace ganó el premio Grammy al Álbum Mejor Arreglado junto con sus colaboradores Tchad Blake y Trina Shoemaker por el álbum de Sheryl Crow The Globe Sessions.

## Discografía en la que ha intervenido
- Slayer – Reign in Blood (1986) a/m
- Seguridad Social – Introglicerina (1989) p
- Slayer – Seasons in the Abyss (1990) p/m
- Sepultura – Arise (1991) m
- Nirvana – Nevermind (1991) m
- Sonic Youth – Dirty (1992) m
- Rage Against the Machine – Rage Against the Machine (1992) m
- White Zombie - La Sexorcisto: Devil Musiv Vol.1 (1992) p/m
- Sepultura – Chaos A.D. (1993) p/m
- Bad Religion- Stranger Than Fiction (1994) p
- Jeff Buckley – Grace (1994) p/m
- Shudder To Think - Pony Express Record (1994) m
- Faith No More – King for a Day... Fool for a Lifetime (1995) p/m
- Blind Melon - Soup (1995) p
- Sepultura – Roots (1996) m
- Nirvana – From the Muddy Banks of the Wishkah (1996) m
- Rage Against the Machine – Evil Empire (1996) m
- Silverchair – Freak Show (1997) m
- Feeder – Yesterday Went Too Soon (1999) m
- Foo Fighters – There Is Nothing Left to Lose (1999) m
- Sevendust - Home (1999) m
- Skunk Anansie - Post Orgasmic Chill (1999) p/m
- At the Drive-In – Relationship of Command (2000) m
- Linkin Park – Hybrid Theory (2000) m
- System of a Down – Toxicity (2001) m
- Slipknot – Iowa (2001) m
- Stereophonics – Just Enough Education to Perform (2001) m
- Natalie Imbruglia - White Lilies Island (2001) m
- Oleander - Unwind (2001) m
- Puddle Of Mudd - Come Clean (2002) m
- System of a Down – Steal This Album! (2002) m
- Chevelle - Wonder What's Next (2002) m
- Linkin Park – Meteora (2003) m
- Blink-182 - Blink-182 (2003)
- Patti Smith - Trampin' (2004) a
- System of a Down – Mezmerize y Hypnotize (2004/2005) m
- Avenged Sevenfold - City of Evil (2005) m
- Coheed and Cambria - Good Apollo, I'm Burning Star IV, Volume One: From Fear Through the Eyes of Madness (2005) m
- Dashboard Confessional - Dusk and Summer (2006) m
- Kasabian - Empire (2006) m
- Elefant - The Black Magic Show (2006) m
- From First to Last - Heroine (2006) m
- Biffy Clyro – Puzzle (2007) m
- Good Charlotte - Good Morning Revival (2007) a/m
- Avenged Sevenfold - Avenged Sevenfold (2007) m
- Paul McCartney - Memory Almost Full (2007) m
- Atreyu - Lead Sails Paper Anchor (2007) m
- The Cribs - Men's Needs, Women's Needs, Whatever (2007) m
- Kelly Clarkson - My December (2007) m
- Airbourne - Runnin' Wild (2007) m
- Avenged Sevenfold - Nightmare (2010) m
- Coldplay - Viva la vida (2009) m
- Dream Theater - A Dramatic Turn of Events (septiembre de 2011) m
- Ghost - Prequelle (2018) m
- Gojira - Fortitude (2021)

p - producido / m - mezclado / a - arreglado